# Zdzisław Broński

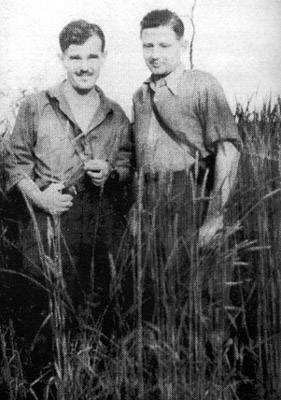
Od lewej: Hieronim Dekutowski Zapora i Zdzisław Broński Uskok

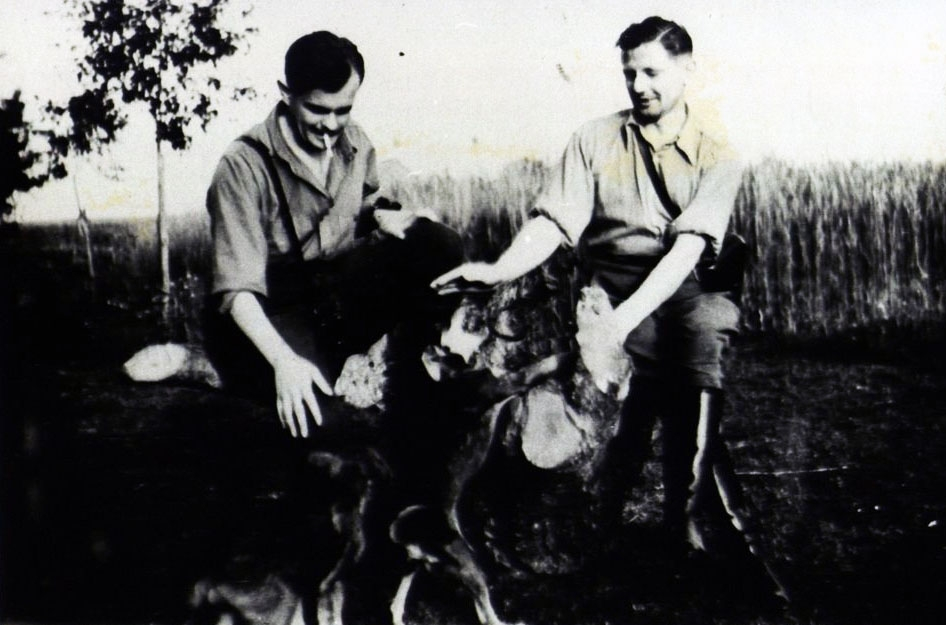
Hieronim Dekutowski i Zdzisław Broński 1947

Zdzisław Broński ps. „Uskok” (ur. 24 grudnia 1912 w Radzicu Starym, zm. 21 maja 1949 w Dąbrówce) – polski wojskowy, podoficer rezerwy Wojska Polskiego, członek Polskiej Organizacji Zbrojnej i Armii Krajowej, dowódca oddziału partyzanckiego AK, a następnie Zrzeszenia Wolność i Niezawisłość (WIN) na Lubelszczyźnie.

## Życiorys

### Dzieciństwo i młodość
Urodził się w rodzinie chłopskiej jako syn Franciszka Brońskiego i Apolonii z domu Warchulska. Miał cztery siostry i brata. Uczęszczał do szkoły w Spiczynie, następnie Gimnazjum im. Stefana Batorego w Lublinie, którego nie ukończył. W 1934 został powołany do obowiązkowej służby wojskowej, którą pełnił w 23 pułku piechoty we Włodzimierzu Wołyńskim, podczas której przeszedł szkołę podoficerską i uzyskał stopień plutonowego. Następnie pracował w gospodarstwie rolnym rodziców. Należał wówczas do Centralnego Związku Młodzieży Wiejskiej „Siew” oraz działał w kółkach samokształceniowych. Ponadto śpiewał w chórze kościelnym.

### II wojna światowa
Po wybuchu II wojny światowej brał udział w wojnie obronnej 1939. Po pierwszym starciu pułku z wojskami niemieckimi w Borach Tucholskich dostał się do niewoli. Trafił do stalagu w Brześciu Kujawskim, w którym przetrwał zimę 1939/1940, latem 1940 ochotniczo zgłosił się do pracy w niemieckim gospodarstwie, został zatrudniony u bauera w okolicach Bydgoszczy, skąd jesienią uciekł. Po powrocie w rodzinne strony, wstąpił do POZ, a po jej scaleniu z AK został dowódcą 35-osobowego plutonu terytorialnego (placówki) w Radzicu Starym w I Rejonie Obwodu AK „Lubartów”, który wchodził w skład Inspektoratu „Lublin”.

### Działalność partyzancka
Na przełomie lat 1943 i 1944, po serii aresztowań lokalnych działaczy konspiracyjnych przez Niemców, zorganizował grupę partyzancką, która 16 maja 1944 stała się formalnie oddziałem lotnym zgrupowania OP 8 pułku piechoty Legionów Armii Krajowej. Liczył on początkowo około 40 partyzantów, rozrastając się w połowie 1944 do około 60 ludzi. Stacjonował w lesie zawieprzyckim, a następnie w lasach kozłowieckich i parczewskich. 3 maja 1944 Broński otrzymał awans do stopnia podporucznika rezerwy. W czerwcu tego roku jego oddział został przydzielony do 27 Wołyńskiej Dywizji Piechoty AK.
16 lipca liczące około 6 tys. partyzantów zgrupowanie, przy którym przebywał oddział ppor. Brońskiego w roli pododdziału zwiadu, stało się celem obławy niemieckiej. W rezultacie 18 lipca partyzanci byli zmuszeni przejść w rejon lasów czemiernickich.
W ramach akcji „Burza” Inspektorat AK „Lublin” odtwarzał 8 pp Leg. Oddział ppor. Brońskiego wchodził w jego skład jako 3 kompania IV batalionu tego pułku.

### Powrót do podziemia
Po wkroczeniu Armii Czerwonej na Lubelszczyznę Zdzisław Broński uniknął aresztowania przez NKWD. Rozwiązał swój oddział. Od sierpnia 1944 pełnił funkcję zastępcy, a następnie komendanta I Rejonu Obwodu AK „Lubartów”. Wiosną 1945 na bazie oddziału partyzanckiego z czasów okupacji niemieckiej odtworzył kilkudziesięcioosobowy lotny oddział bojowy, który wszedł w skład struktur Zrzeszenia Wolność i Niezawisłość (WiN). 1 czerwca 1945 został awansowany do stopnia porucznika czasu wojny.
W czerwcu 1945 tak opisywał w pamiętniku ówczesną sytuację:
Prześladowania trwają nadal. Tysiące Polaków – którym dotychczas udaje się ujść [z] rąk siepaczy – zmuszonych jest karabinem, pistoletem i granatem bronić swego życia. Stąd powstały „bandy”. Ale czy to są bandy i czy ludzi tych bandytami nazwać należy – osądzi społeczeństwo. (…) 3.a terenie gm. Ludwin i Spiczyn przez pięć lat okupacji niemieckiej nie zginęło tylu Polaków, ilu zginęło przez pięć miesięcy „demokratycznej niepodległości”. Setki osób wyłapano i wywieziono w nieznanym kierunku. Miejscowi „demokraci”, ślepe narzędzie w ręku wroga, zaczęli dochodzić do tego, aby palić zabudowania i niszczyć dorobek rodzin „akowskich” przestępców, więzić ich braci lub ojców, a nawet wykonywać wyrok na miejscu. Po kilkugodzinnym torturowaniu zamordowano najniewinniejszego człowieka – którego syn rzekomo ma być w „bandzie”. Zwłoki trudne do rozpoznania porzucono w lesie. Trudno powstrzymać rękę przed odwetem. Tym bardziej, że sprawcy tych nieszczęść są doskonale znani. Niektórzy ponieśli już zasłużoną karę, innych jeszcze ziemia nosi… Do czasu. My wiemy, że prowadzimy walkę bratobójczą i choć serce się kraje, choć sumienie się wzdraga, nie możemy jej uniknąć, bo nie jesteśmy jej prowokatorami. My chcemy Polski! Chcemy pokoju! Chcemy demokracji! Chcemy reformy rolnej! Ale przede wszystkim chcemy niepodległości!.
Represje ze strony władz komunistycznych dotknęły także rodzinę Zdzisława Brońskiego: 26 kwietnia 1945 zostały spalone zabudowania jego domu rodzinnego, a 24 kwietnia 1946 został aresztowany jego ojciec Franciszek pod zarzutem pomocy synowi.
Rozkazem z 25 maja 1946 nowy inspektor Inspektoratu WiN „Lublin” Franciszek Abraszewski ps. „Boruta” mianował go komendantem OP II w Obwodzie Lubartów. Tym samym zostały mu podporządkowane wszystkie grupy partyzanckie i drużyny dywersyjne działające na terenie Obwodu, a on sam podlegał bezpośrednio komendantowi OP w Inspektoracie mjr. Hieronimowi Dekutowskiemu ps. „Zapora”. W październiku 1946 oddział por. Brońskiego opanował Łęczną, rozbijając miejscowy posterunek Milicji Obywatelskiej, a w grudniu tego roku wraz z oddziałem Leona Taraszkiewicza ps. „Jastrząb” w akcji odwetowej spacyfikował wieś Rozkopaczew, w której podpalono kilka zabudowań.

### Samodzielna walka
Zdzisław Broński w zasadzie respektował podległość komendzie Zrzeszenia WiN, ale z drugiej strony radykalizował swoją postawę przeciwko komunistycznym władzom, co było niezgodne z przyjętą polityką kierownictwa okręgowego WiN. Z upływem czasu jego stosunki z mjr. Dekutowskim zmieniły się w luźną podległość. Zmienił też swoją taktykę walki. Podzielił oddział na kilka patroli, które operowały w powiecie lubartowskim.
Po ogłoszeniu 22 lutego 1947 ustawy o amnestii, był gotów ujawnić się, pozostawiał też wolną rękę swoim żołnierzom. Namawiali go do tego też kolejni komendanci Okręgu WiN „Lublin” płk Wilhelm Szczepankiewicz ps. „Drugak” i Franciszek Żak ps. „Wir”. Ostatecznie jednak z niej nie skorzystał i postanowił dalej prowadzić walkę zbrojną z komunistami. Jego akcje były jednak wymierzone nie tylko w funkcjonariuszy państwowych (UB, MO), ale również w ludność cywilną, współpracującą bądź też sympatyzującą z nową władzą. Przykładowo, dnia 1 maja 1947 grupa „Uskoka” rozstrzelała członków Związku Walki Młodych, wracających z pochodu 1-majowego. Zginęli wtedy Paweł Budka (lat 20), Zdzisław Czubacki (lat 19), Zygmunt Duda (lat 18), Mieczysław Jesionek (lat 15), Bolesław Lipta (lat 22), Bolesława Skrzypaczka (lat 27) oraz Zygmunt Żembski (lat 23). Najgłośniejszym echem odbiło się jednak dokonanie mordu na mieszkańcach wsi Puchaczów. Czynu tego dopuściły się, będące pod komendą „Uskoka”, oddziały: „Wiktora”, „Żelaznego” i Józefa Struga „Ordona”. Impulsem dla dokonania tej zbrodni było doniesienie nowym władzom o miejscu ukrywania się 3 podkomendnych „Uskoka”, przez trójkę mieszkańców wsi. Pomimo że udało się ustalić kto złożył donos, dokonano pacyfikacji i rozstrzelano 21 jej mieszkańców, wcześniej sporządzając listę przyszłych ofiar. Sam Broński, uważał mord w Puchaczowie za krwawy, ale konieczny. „Wiktor” ani nie poinformował Brońskiego, ani nie uzyskał od niego zgody na podjęte działania.
Kiedy mjr Dekutowski postanowił przedostać się na Zachód, rozkazem z 12 września 1947 mianował por. Z. Brońskiego swoim następcą. W tym okresie oddział por. Z. Brońskiego podzielony był na trzy patrole dowodzone przez Walentego Waśkiewicza ps. „Strzała”, Stanisława Kuchcewicza ps. „Wiktor” i Zygmunta Liberę ps. „Babinicz”. W ostatnim okresie swojej działalności Zdzisław Broński ukrywał się w bunkrze, wybudowanym w maju 1947 pod prywatną stodołą rodziny Lisowskich w miejscowości Dąbrówka (obecnie Nowogród). Za jego wskazanie dwukrotnie została wyznaczona nagroda finansowa przez władze komunistyczne.
Przybrany przez Zdzisława Brońskiego pseudonim „Uskok” mógł pochodzić od faktu, że utykał na skutek dwukrotnego zranienia nogi, w tym za drugim razem w kolano, w wyniku przypadkowego postrzału z broni przez członka jego oddziału 12 stycznia 1947. Jego partnerka życiowa przystąpiła do oddziału w maju 1946, została zaprzysiężona, działała jako łączniczka i kurierka (po wojnie partnerka wyszła za mąż, zmarła w 2013). Mieli syna Adama (ur. 29 lipca 1947), który w 2000 formalnie powrócił do nazwiska ojca.

### Okoliczności śmierci
Miejsce przebywania „Uskoka” zostało zlokalizowanie wskutek zdrady jego byłego podkomendnego, Franciszka Kasperka ps. „Hardy”, ujawnionego podczas amnestii w 1947, który następnie został agentem UB.
Dzięki jego informacjom 20 maja 1949 funkcjonariusze Powiatowego Urzędu Bezpieczeństwa Publicznego aresztowali Zygmunta Liberę ps. „Babinicz”, który był zastępcą por. Brońskiego. W wyniku tortur wydał on miejsce ukrycia swojego dowódcy. 21 maja 1949 grupa operacyjna MO, Ministerstwa Bezpieczeństwa Publicznego i Korpusu Bezpieczeństwa Wewnętrznego otoczyła kryjówkę por. Z. Brońskiego. Zginął od wybuchu granatu. Jego ciało zostało przewiezione do Lublina i okazane członkom rodziny celem identyfikacji. Nie jest znane miejsce jego pochówku.

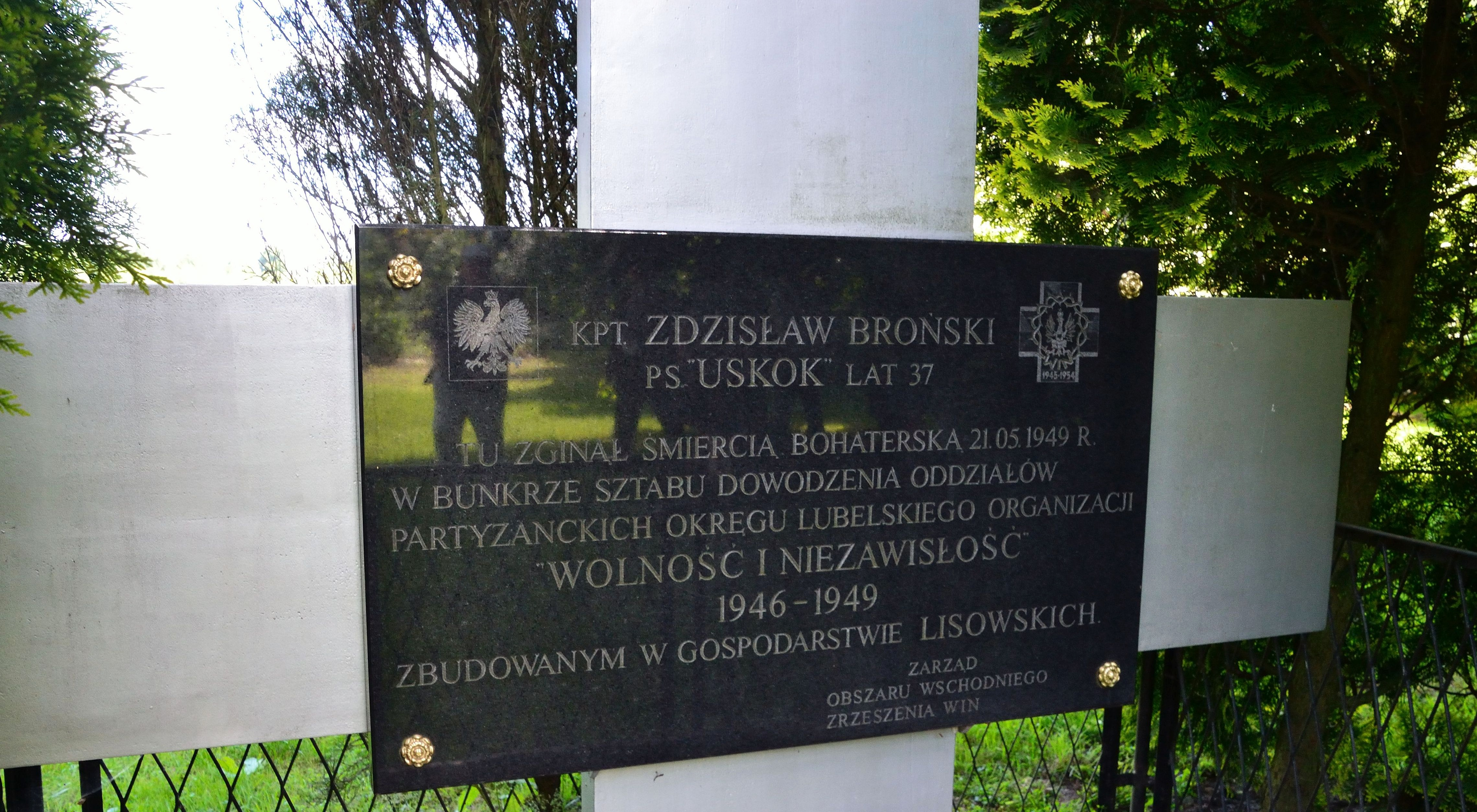
Miejsce śmierci Zdzisława Brońskeigo „Uskoka” (w Dąbrówce, obecnie Nowogród, województwo lubelskie)

## Upamiętnienie
- W 1991 na cmentarzu w Kijanach (miejsce zamieszkania jego partnerki i syna) odsłonięto obelisk upamiętniający Zdzisława Brońskiego[19].
- Tablice upamiętniające Zdzisława Brońskiego ustanowiono w kościele św. Anny w Kijanach parafii pod tym wezwaniem (1992/1993), kościele w Świdniku[19]. W Lubartowie ustanowiono pomnik[19].
- W 2004 Instytut Pamięci Narodowej opublikował pamiętnik Zdzisława Brońskiego, który został znaleziony przez funkcjonariuszy UB w jego kryjówce.
- 21 maja 2006 w Nowogrodzie odbyła się uroczystość odsłonięcia pomnika w miejscu śmierci kpt. Brońskiego.
- W 2022 r. Narodowy Bank Polski wydał upamiętniającą Brońskiego srebrną monetę kolekcjonerską o nominale 10 złotych należącą do serii „Wyklęci przez komunistów żołnierze niezłomni”[20].

## Awanse
- plutonowy (przed 1939)
- sierżant (1939, za kampanię wrześniową)[16]
- podporucznik (3 maja 1944)[16]
- porucznik czasu wojny (1 czerwca 1945)[16]
- kapitan[16]

## Odznaczenia
- Krzyż Srebrny Orderu Virtuti Militari klasy V
- Krzyż Walecznych
- Krzyż Komandorski z Gwiazdą Orderu Odrodzenia Polski[b]